# 機場西(T1、T2、T3)駅
機場西 (T1、T2、T3)駅（きじょうにし-えき）は中華人民共和国陝西省咸陽市渭城区に位置する西安地下鉄14号線の駅。西安咸陽国際空港の第1・第2・第3の各ターミナルに直結している。

## 駅周辺
- 西安咸陽国際空港第1・第2・第3ターミナル